# Carlina kurdica
Carlina kurdica là một loài thực vật có hoa trong họ Cúc. Loài này được Meusel & Kästner mô tả khoa học đầu tiên năm 1972.